# Военно-воздушные силы Эритреи
Военно-воздушные силы Эритреи — один из видов Вооружённых сил Эритреи.
Так как закупка новых самолётов никогда не производилась по причине отсутствия средств, то в свете международных санкций против военного режима Эритреи на поставку оружия и запчастей реальное состояние авиации вызывает обоснованные сомнения.

## Техника и вооружение
Данные о технике и вооружении ВВС Эритреи взяты со страницы журнала Aviation Week & Space Technology и со страницы в Википедии МиГ-29
| Тип                    | Производство | Назначение                                                          | Количество | Примечания              | Фото     |
| Самолёты               | Самолёты     | Самолёты                                                            | Самолёты   | Самолёты                | Самолёты |
| ---------------------- | ------------ | ------------------------------------------------------------------- | ---------- | ----------------------- | -------- |
| Aermacchi MB.339C      | Италия       | учебно-боевой                                                       | 3          |                         |          |
| Harbin Y-12            | Китай        | общего назначения                                                   | 3          |                         |          |
| МиГ-29МиГ-29УБМиГ-29СЕ | СССР         | многоцелевой истребительучебный истребительмногоцелевой истребитель | 42         | по состоянию на 2018 г. |          |
| Су-27                  | СССР         | многоцелевой истребитель                                            | 6          |                         |          |
| Valmet L-90 Redigo     | Финляндия    | учебно-тренировочный                                                | 8          |                         |          |
| Вертолёты              |              |                                                                     |            |                         |          |
| Ми-8                   | СССР         | многоцелевой вертолёт                                               | 3          |                         |          |
| Ми-24                  | СССР         | транспортно-боевой вертолёт                                         | 3          |                         |          |
| Bell 412               | США          | многоцелевой вертолёт                                               | 3          |                         |          |

## Опознавательные знаки

Опознавательный знак ВВС Эритреи